# وزارة البيئة والمياه والزراعة (السعودية)
وزارة البيئة والمياه والزراعة السعودية هي الوزارة المسؤولة عن سياسة البيئة والمياه والزراعة بالسعودية، ويتولى رئاستها معالي المهندس عبد الرحمن بن عبدالمحسن الفضلي.

## نشأة الوزارة
أنشأ الملك عبد العزيز آل سعود المديرية العامة للزراعة في عام 1367هـ للاهتمام بالزراعة، وبعد تولي الملك سعود بن عبد العزيز الحكم سنة 1373هـ تم تحويل المديرية العامة للزراعة إلى وزارة الزراعة والمياه بموجب المرسوم الملكي رقم (5/21/1951) وتاريخ 18/4/1373هـ، حيث بدأت الوزارة بموجبه مباشرة مهامها وأعمالها.
لقد توالى الاهتمام المتزايد بالوزارة عبر المراحل التالية:
- في عام 1367هـ، تأسست المديرية العامة للزراعة وربطت بوزارة المالية لتقوم باستصلاح الأراضي وتحسين الري وتوزيع مكائن الماء وعمل السدود والقنوات وتعمير العيون والآبار الارتوازية وإعطاء قروض للمزارعين والتعاون مع بعض الكفاءات الفنية الزراعية للعمل في مجال تدريب وإرشاد المزارعين إلى الطرق الزراعية الحديثة.
- في عام 1373هـ، تم تحويل المديرية العامة للزراعة إلى وزارة الزراعة والمياه بموجب المرسوم الملكي رقم (5/21/1/4951) وتاريخ 18 / 04 / 1373 هـ، وباشرت الوزارة مهامها وأعمالها من خلال ست وحدات زراعية في الرياض، الخرج، الأحساء، المدينة المنورة، جازان، بريدة، وإحداث مكتب للمياه والسدود بالوزارة.
- في عام1381هـ تم إحداث وكالة للشئون الزراعية ووكالة لشئون المياه.
- في عام 1385هـ صدر قرار اللجنة العليا للإصلاح الإداري رقم (8) وتاريخ 21/6/1385هـ الذي قسم وزارة الزراعة إلى قطاعين رئيسيين هما: قطاع الشئون الزراعية، وقطاع الشئون الإدارية والمالية.
- في عام 1390هـ أنشئت وكالة الوزارة لشئون التحلية وتحولت في عام 1394هـ إلى مؤسسة عامة لتحلية المياه المالحة.
- تم تحويل ارتباط المؤسسة العامة لصوامع الغلال ومطاحن الدقيق إلى وزارة الزراعة والمياه بموجب قرار مجلس الوزراء الموقر رقم (34) وتاريخ 07 / 02 / 1406 هـ والمصادق عليه بالمرسوم الملكي الكريم رقم (م/3) في 12 / 03 / 1406 هـ.
- في عام 1423 هـ صدر الأمر الملكي رقم 27482 في 09 / 07 / 1423 هـ القاضي بفصل قطاع المياه عن وزارة الزراعة كوزارة مستقلة للمياه.
- في عام 1437 هـ صدر الأمر الملكي رقم أ / 133 وتاريخ 30 / 07 / 1437 هـ القاضي بإلغاء «وزارة المياه والكهرباء» وتعديل اسم «وزارة الزراعة» ليكون «وزارة البيئة والمياه والزراعة»، وتنقل إليها المهام والمسؤوليات المتعلقة بنشاطي البيئة والمياه، وتضم الوكالات التالية:
- وكالة البيئة.
- وكالة المياه.
- وكالة الزراعة.
- وكالة الأراضي والمساحة.
- وكالة الثروة الحيوانية.
- وكالة التخطيط والتميز المؤسسي. وكالة الشؤون الاقتصادية والاستثمار.
- وكالة الخدمات المشتركة.
- وكالة الشؤون التنظيمية.

وقد اهتمت الوزارة بأجهزتها التنفيذية بالمناطق حيث بلغ مجموع مديريات خدمات المياه (13) ويأتي تحتها (140) وحدة كما يوجد عدد (13) فرع لوزارة البيئة والمياه والزراعة يتبعها (12) مديرية و (119) فرعاً زراعياً بالإضافة إلى (24) محجر زراعي (حيواني، نباتي.)، ومحجر للخيل بالجنادرية ومركز للخيل العربية الأصيلة بديراب، و (13) وحدة بيطرية؛ كما أن هناك (7) مراكز ووحدة لأبحاث الزراعة، و (13) مركز وفرع لأبحاث وخدمات الثروة السمكية، ومركز وطني لأبحاث ومكافحة الجراد بمنطقة مكة المكرمة، ومركز لإنتاج اللقاحات البيطرية بالرياض، بالإضافة إلى (4) مراكز للتدريب الزراعي و (8) مختبرات للتشخيص البيطري و (6) منتزهات وطنية. وعدد (552) سداً للمياه بطاقة تخزينية تزيد على (2.5) ملياراً، وعدد (295)محطة تنقية لمياه الشرب و (92) محطة معالجة لمياه الصرف الصحي بمناطق المملكة.
ويرتبط بالوزارة عدة جهات وهي: 
- المركز الوطني للوقاية من الآفات النباتية والامراض الحيوانية ومكافحتها (وقاء)
- الهيئة العامة للأمن الغذائي
- الهيئة السعودية للمياه
- شركة المياه الوطنية
- صندوق التنمية الزراعية
- المؤسسة العامة للري
- الشركة السعودية لشراكات المياه
- الشركة السعودية للاستثمار الزراعي والإنتاج الحيواني (سالك)
- الشركة السعودية الاستثمارية لإعادة التدوير
- المركز الوطني لتنمية الحياة الفطرية
- المركز الوطني للأرصاد
- المركز الوطني للرقابة على الالتزام البيئي
- المركز الوطني لتنمية الغطاء النباتي ومكافحة التصحر
- المركز الوطني لإدارة النفايات
- صندوق البيئة
- مركز الملك عبد العزيز للخيل العربية الأصيلة
- المركز الوطني للنخيل والتمور
- المركز الوطني لأبحاث وتطوير الزراعة المستدامة

## أهداف الوزارة
1. الإشراف على شؤون البيئة والمياه والزراعة في المملكة وتطويرها نحو الأفضل.
2. تقديم الإعانات المادية للمزارعين ومنح المعدات والقروض بالتنسيق مع صندوق التنمية الزراعية.
3. إرشاد المزارعين بأساليب الزراعة الحديثة.
4. تهيئة الأراضي البور الصالحة للزراعة ومنحها للمواطنين لزراعتها.
5. المحافظة على الغطاء النباتي من مراعي طبيعية أو مروية وغابات وتنميتها وتشجيرها
6. المحافظة على البيئة الزراعية البرية والبيئة المائية للثروة السمكية.
7. توفير مياه الري الصالحة للزراعة عن طريق الآبار والسدود والعقوم.
8. التشجيع على تصدير الفائض من الإنتاج الزراعي والحيواني والسمكي لخارج المملكة.
9. زيادة إمكانية إنتاج الأغذية محلياً.
10. العمل على تنمية الزراعة والثروة الحيوانية[2] والسمكية والصناعات المتعلقة بها.
11. تنمية موارد الأراضي والقوى العاملة الزراعية.
12. تحقيق الاكتفاء الذاتي من المنتجات الغذائية والنباتية[3][4][5] والحيوانية ومشتقاتها.
13. إجراء الأبحاث التطبيقية التي تستهدف إدخال الأساليب المتطورة في الحقل الزراعي والحيواني والسمكي.
14. تصميم وتنفيذ مشروعات الري والصرف وتشغيلها وصيانتها وتوزيع مياه الري لتشجيع كفاءة استخدام هذه الموارد.
15. حماية واستثمار وتطوير الثروات المائية الحية (الصيد في البحار، الاستزراع السمكي). إجراء مسح استطلاعي لمناطق تجمعات الأسماك في البحار وكمياتها ونشر هذه المعلومات للمستفيدين والصيادين وتشجيع استخدام التقنية الحديثة لصيد الأسماك.
16. حماية الثروات الزراعية والحيوانية عن طريق تطبيق أنظمة الحجر الحيواني والنباتي على منافذ المملكة البرية والجوية والبحرية.
17. تنفيذ رؤية المملكة 2030 من خلال برنامج التنمية الريفية الزراعية المستدامة،[6] من خلال الاستغلال الأمثل والمستدام للموارد الطبيعية والزراعية والمائية المتجددة، بمبلغ 8.750 مليار ريال إضافة إلى 3 مليارات ريال من صندوق التنمية الزراعية.[7]

## برنامج التحول الوطني
حددت الوزارة مجموعة برامج تنفيذية لمواجهة مشكلات بيئية وزراعية، وذلك ضمن خطتها للتحول الوطني. وقسمت البرامج إلى ثلاث أقسام:

### برنامج التحول للمياه
يهدف برنامج التحول للمياه مواجهة مشكلة الاعتماد الكلي على الدولة لتمويل القطاع، وذلك عبر إخضاعه للتطوير المؤسسي والخصخصة، وتحسين الكفاءة المالية والتشغيلية عبر عدة خطوات تنفيذية، شملت تخصيص المؤسسة العامة لتحلية المياه المالحة، وإيجاد هيئة لتنظيم المياه، إضافة للتوسع في المدن المستهدفة لشركة المياه الوطنية ومشاركة القطاع الخاص. كما يعمل على مواجهة تحدي عدم بلوغ أفضل المستويات العالمية في جودة الخدمات، للوصول إلى تقليل المدة اللازمة لتقديم الخدمة، وتحسين جودتها من خلال العمل على خفض نسبة الفاقد في شبكات المياه، وزيادة المحتوى الرقمي لتحسين خدمات العملاء. ويعالج البرنامج مشكلة الاستهلاك المفرط للمياه في السعودية، من خلال العمل على خفض استهلاك المياه للأغراض الزراعية، وقياس استهلاك مياه الآبار في القطاعات الزراعية والصناعية والتجارية، وطرح برنامج ترشيد الاستهلاك اليومي للفرد من المياه.
ويسعى البرنامج إلى ضمان استدامة الإمداد من المياه، لمواكبة الطلب المتزايد من خلال عدد من الإجراءات وهي كالتالي:
- تعزيز مصادر المياه السطحية من السدود، وحصاد مياه الأمطار.[9]
- زيادة السعة لخزن المياه الاستراتيجي.
- إيصال مياه الشرب للمستهلكين.
- تعزيز المصادر من المياه المحلاة.
- تعزيز مصادر المياه الجوفية من الآبار.[8]

### برنامج التحول للزراعة
هو برنامج يعمل على تأهيل المدرجات الزراعية وتطبيق تقنيات حصاد مياه الأمطار في الجنوب الغربي للسعودية، وتحقيق الاستفادة من مياه السدود ومياه الصرف الصحي المعالجة للأغراض الزراعية. وذلك لمعالجة تدني كفاءة استخدام المياه في الأغراض الزراعية والاعتماد على مصادر قليلة أو آيله للنضوب وغير متجددة.
ويهدف البرنامج لمعالجة مشكلة انخفاض كفاءة استغلال الأراضي الزراعية، من خلال تطوير وتأهيل المنتزهات الوطنية، وحصر وتوثيق الحيازات الزراعية، وإنشاء خرائط وصحف عقارية لها، إلى جانب التنمية المستدامة للمراعي والغابات ومواجهة التصحر.
كما يهتم بمواجهة ارتفاع معدل الإصابات بالأمراض الحيوانية والآفات الزراعية، عبر مبادرات برنامج الاستقصاء والسيطرة على الأمراض الحيوانية، وبرنامج الوقاية من سوسة النخيل الحمراء، وإنشاء مركز تطوير وإنتاج اللقاحات البيطرية للعترات المرضية المحلية، وتطوير مركز إنتاج الأعداء الحيوية المحلية لمكافحة الآفات الزراعية، إلى جانب التحول في تقديم الخدمات الزراعية، واستصدار وتعديل القوانين المتعلقة في ذلك. ويتوجه للمساهمة في تحقيق أمن غذائي شامل في السعودية، عبر استراتيجية وخطة تنفيذية للاستثمار الزراعي السعودي المسؤول في الخارج، ووضع هيكل وآلية تنسيقية ونظام حوكمة للمؤسسات والسياسات والتشريعات المتعلقة بالأمن الغذائي. إضافة لإطلاق برنامج للاحتياطي والخزن الاستراتيجي للأغذية.
وأطلقت ضمن البرنامج عدد من المبادرات لمعالجة ضعف الكفاءة الإنتاجية والتسويقية في القطاع الزراعي والحيواني، وهي:
- إنشاء وتطوير مرافئ الصيد في المناطق الساحلية، ودعم الأبحاث التطبيقية لتعزيز الإنتاجية في الثروة السمكية.
- تأسيس شركة جديدة للاستزراع المائي بالشراكة مع القطاع الخاص.
- إنشاء مركز تميز وطني للثروة الحيوانية.
- إنشاء مراكز خدمات تسويقية للمزارعين الصغار والمنتجين، وتحسين أداء الجمعيات التعاونية الزراعية لزيادة مشاركة المزارعين.
- إنشاء شركة لإدارة وتطوير أسواق المنتجات الزراعية، تبني وتطوير ممارسات أفضل للزراعة من شأنها تحسين الإنتاجية.
- دعم تشريعي لتنظيم مركز الملك عبد العزيز للخيل العربية الأصيلة.
- تعزيز التجارة الإلكترونية للتمور.[8]

### برنامج التحول للبيئة
يسعى برنامج التحول الوطني للبيئة إلى التخفيف والتكيف مع مخاطر التغير المناخي، وعلى إثر ذلك وجه بإنشاء مركز للتغير المناخي. وتواجه السعودية ارتفاع التكلفة السنوية للتدهور البيئي، فعملت الوزارة عبر البرنامج على حماية البيئة البحرية والساحلية، وإعادة تأهيل البؤر الملوثة، ومراقبة الصرف من المصدر. كما قامت بتفعيل الإدارة المتكاملة للنفايات الصناعية والخطرة، والبرنامج الوطني للسلامة الكيميائية، والبرنامج الوطني للتوعية البيئية والتنمية المستدامة. إلى جانب الرقابة على الإدارة السليمة للنفايات البلدية الصلبة، وتشجيع إعادة التدوير. وعملت على التحول في خدمات الأرصاد وتنويع مصادر التمويل للهيئة. وأنشأت مركز وطني للمراقبة البيئية على المياه الجوفية والسطحية، إضافة إلى وحدة مركزية لمراقبة جودة الهواء والانبعاثات من المصدر. وأمام الطلب المتزايد على بيانات ومعلومات الرصد والأرصاد التي تعتمد عليها عدة قطاعات، أخذ البرنامج بتطوير أنظمة النماذج العددية، والذي من شأنه تحسين دقة التوقعات للظواهر الجوية. كما أنشئ مركز لمعلومات البيئة والأرصاد والإنذار المبكر لحالات الطقس والتلوث. وزاد من التغطية الجغرافية لمحطات الرصد والاستشعار عن بعد.

### البرنامج الوطني لتطوير قطاع الثروة الحيوانية والسمكية
تمت إضافة قطاع الثروة الحيوانية إلى نطاق عمل البرنامج الوطني لتطوير قطاع الثروة السمكية المُنشأ بقرار مجلس الوزراء رقم (514) وتاريخ 23 / 11 / 1436هـ، وتعديل اسم البرنامج ليكون (البرنامج الوطني لتطوير قطاع الثروة الحيوانية والسمكية).

## برنامج التنمية الريفية الزراعية المستدامة
برنامج التنمية الريفية الزراعية المستدامة أو برنامج ريف هو برنامج تابع للوزارة يسعى إلى تحقيق تنمية اقتصادية واجتماعية متوازنة من خلال الاستغلال الأمثل والمستدام للموارد الطبيعية والزراعية المتجددة، وبمبلغ يصل إلى 11 مليار ريال. يستهدف 8 قطاعات بيئية في إنتاج وتصنيع وتسويق البن العربي، وتربية النحل وإنتاج العسل، وتطوير زراعة الورد والنباتات العطرية، وإنتاج وتصنيع وتسويق الفاكهة، وتعزيز قدرات صغار الصيادين ومستزرعي الأسماك، وتطوير قطاع صغار مربي الماشية، وزراعة المحاصيل البعلية، إضافة إلى تعزيز القيمة المضافة من الحيازات الصغيرة والأنشطة الزراعية. تم إطلاق البرنامج في يناير 2019م على أن يتم الانتهاء من أعمال المرحلة الأولى في عام 2025م.

## قطاعات الوزارة

### الجهات التابعة لمعالي الوزير
- نائب الوزير:
  - مكتب نائب الوزير.
  - الإدارة العامة لتقنينة المعلومات.
  - الإدارة العامة للإنجاز والمتابعة.
  - فروع الوزارة بالمناطق.
  - الإدارة العامة للشؤون الهندسية.
  - الإدارة العامة لفروع الوزارة.
  - وحدة الشؤون التنظيمية.
- مكتب الوزير.
- الإدارة العامة للمتابعة.
- الإدارة العامة للتعاون الدولي.
- الإدارة العامة للعلاقات العامة والإعلام.
- الإدارة العامة للشؤون القانونية.
- الإدارة العامة لأمن المعلومات.
- وكالة البيئة:
  - الإدارة العامة للدراسات البيئية.
  - الإدارة العامة للتشريعات والأداء البيئي.
  - الإدارة العامة للتوعية والشراكة المجتمعية.
  - الإدارة العامة للاتفاقيات البيئة والتغير المناخي.
  - الإدارة العامة لتنمية الغطاء النباتي ومكافحة التصحر.
  - إدارة الاتصال والأعمال المساندة.
  - مكتب متابعة تنفيذ الاستراتيجية الوطنية للبيئة.
- وكالة المياه:
  - الإدارة العامة لتخطيط المياه.
  - الإدارة العامة لتنظيم المياه.
  - الإدارة العامة لموارد المياه والترشيد.
  - المركز الوطني للأبحاث والدراسات المائية.
  - مركز إدارة المياه والتحكم.
  - إدارة الاتصال والأعمال المساندة.
  - مكتب متابعة مشاريع المياه.
- وكالة الزراعة:
  - الإدارة العامة للثروة النباتية.
  - الإدارة العامة للثروة السمكية.
  - الإدارة العامة للخدمات الزراعية.
  - الإدارة العامة للجمعيات.
  - الإدارة العامة للأبحاث والإرشاد الزراعي.
  - مركز مكافحة الجراج والآفات المهاجرة.
  - مركز النخيل والتمور.
- وكالة الثروة الحيوانية:
  - الإدارة العامة للإنتاج الحيواني.
  - الإدارة العامة لخدمات الثروة الحيوانية.
  - الإدارة العامة للمختبرات.
  - إدارة الصحة والرقابة البيطرية.
  - إدارة تقييم مخاطر الثروة الحيوانية.

وكالة الأراضي والمساحة:
- - الإدارة العامة للمساحة والخرائط.
  - إدارة الأراضي.
  - إدارة قضايا الأراضي.
  - إدارة الممتلكات.
- وكالة التخطيط والتميز المؤسسي:
  - الإدارة العامة للتخطيط الاستراتيجي.
  - الإدارة العامة للتميز المؤسسي.
  - مكتب تحقيق الرؤية.
- وكالة الشؤون الاقتصادية والاستثمار:
  - الإدارة العامة للشؤون الاقتصادية.
  - الإدارة العامة للخصخصة.
  - الإدارة العامة للاستثمار.
  - الإدارة العامة للمعلومات والإحصاء.
- وكالة الخدمات المشتركة:
  - الإدارة العامة للميزانية.
  - الإدارة العامة للموارد البشرية.
  - الإدارة العامة للشئون الإدارية والمالية.
  - مركز الوثائق والمحفوظات.

## الوزراء السابقون للوزارة
| الوزير                                            | الفترة                     |
| ------------------------------------------------- | -------------------------- |
| الأمير سلطان بن عبد العزيز آل سعود                | 18/4/1373هـ - 20/3/1375هـ  |
| عبد العزيز بن أحمد بن محمد السديري                | 20/3/1375هـ - 5/6/1375هـ   |
| خالد بن أحمد بن محمد السديري                      | 5/6/1375هـ -3/7/1380هـ     |
| عبد الله بن عيسى الدباغ                           | 3/7/1380هـ - 9/10/1381هـ   |
| عبد الرحمن بن سليمان آل الشيخ                     | 9/10/1381هـ - 3/6/1382هـ   |
| إبراهيم بن عبد الله السويل                        | 3/6/1382هـ - 21/4/1384هـ   |
| الاستاذ حسن المشاري                               | 21/4/1384هـ - 8/10/1395هـ  |
| الشيخ عبد الرحمن بن عبد العزيز آل الشيخ           | 8/10/1395هـ - 5/6/1415هـ   |
| الدكتور عبد العزيز بن عبد الله الخويطر (بالنيابة) | 5/6/1415هـ - 5/3/1416هـ    |
| الدكتور عبد الله بن عبد العزيز بن معمر            | 6/3/1416هـ - 5/3/1424 هـ   |
| الدكتور فهد بن عبد الرحمن بالغنيم                 | 6/3/1424 هـ - 16/2/1436هـ  |
| المهندس وليد بن عبدالكريم الخريجي                 | 16/2/1436هـ - 10/04/1436هـ |
| المهندس عبدالرحمن الفضلي                          | 10/04/1436هـ - الآن        |

## تطوير

### منطقة عسير
في عام 2022م قام فرع وزارة البيئة والمياه والزراعة بعسير معالجة حوالي 250 ألف شجرة من الأشجار متساقطة الأوراق كالرمان والعنب والتين واللوزيات والمشمش والخوخ، بالإضافة إلى محاصيل الخضار المكشوفة والمحمية كالطماطم والخيار والكوسا والفلفل والباميا.
وأشار الفرع إلى استهلاك أكثر من 2300 لتر من المبيدات الحشرية، وذلك في مجال الوقاية ومكافحة الآفات الزراعية لدى المزارعين، حيث جرى رشّ 1459مزرعة في مختلف القرى والمراكز والمحافظات بالمنطقة، على مساحة 5086 دونما.

### جائزة القمة العالمية
حصلت المملكة ممثلة في وزارة البيئة والمياه والزراعة على جائزة القمة العالمية والمرتبة الأولى لمجتمع المعلومات لعام 2022م، وهو إنجازًا عامليا يضاف لسلسلة الإنجازات التي حصدتها الوزارة هذا العام. حيث أن هذه الجائزة تمنح من الاتحاد الدولي للاتصالات (ITU)، خلال منتدى مؤتمر القمة العالمية لمجتمع المعلومات 2022م، والذي يعد أكبر تجمع سنوي في العالم لمجتمع تكنولوجيا المعلومات والاتصالات من أجل التنمية.

### موسوعة غينيس
في عام 2022م سجّلت الوزارة رقمًا قياسيًّا عالميًّا، بدخول القافلة الإرشادية الزراعية التي سيّرتها إلى موسوعة غينيس للأرقام القياسية العالمية، وصُنِفت كأطول رحلة زراعية على مستوى العالم، بعد قطعها مسافة 8320 كيلو مترًا.

## وصلات خارجية
- وزارة البيئة والمياه والزراعة - الموقع الرسمي.